# Kenyaite
La kenyaite è un minerale.